# Березове (Обухівський район)
Бере́зове — село в Україні, в Обухівському районі Київської області. Населення становить 43 осіб.